# El testament de Maria
El testament de Maria (en anglès The Testament of Mary) és un llibre de l'escriptor irlandès Colm Tóibín. El llibre fou publicat el 13 de novembre de 2012 per Scribner's. Ha estat traduït al català per Maria Rosich i publicat el 2014 per Amsterdam llibres, ISBN 9788492941995.

## Argument
La novel·la tracta de mentides sobre la vida de Maria, mare de Jesús de Natzaret, en la seva vellesa. Ella no creu que el seu fill fos fill de Déu i es nega a cooperar amb els escriptors dels evangelis, que la visiten regularment i li proporcionen menjar i refugi.

## Recepció
ILa primera recepció crítica per al llibre ha estat positiva, amb un crític de la Irish Independent va escriure "Dir que això és una partida per al novel·lista de Wexford és una subestimació, però difícilment pot deixar de ser un gran punt de conversa quan es publiqui a l'octubre." The Huffington Post també va comentar favorablement els intents de Tóibín d'humanitzar a Maria, dient:" El Testament de Maria és un recordatori que Jesús tenia una mare, i que no era la ximple de ningú."
Va ser a la llista curta del 2013 Man Booker Prize.

## Adaptació teatral
La primera versió del text va ser produïda el 2011 pel Festival de Teatre de Dublín i Landmark Productions, com una obra d'una sola dona protagonitzada per Marie Mullen, Testament. El gener de 2013, es va anunciar que Fiona Shaw protagonitzaria una adaptació escènica de l'obra a Broadway, titulada The Testament of Mary, produïda per Scott Rudin. Malgrat les crítiques positives i tres nominacions al Premi Tony (incloent una candidatura al prestigiós "millor obra"), la producció es va tancar el 5 de maig de 2013, gairebé un mes i mig abans que finalitzés la temporada, i va fer que Fintan O'Toole comentés: "Vaig passar tres anys com a crític a Broadway, i encara no puc pretendre entendre-ho. Però aquesta estranya conjunció d'un aparent èxit i un fracàs total funciona com un microcosmos en el qual es poden veure algunes de les seves rareses amb un grau raonable de Si es pot comprendre per què un productor tancaria un programa en resposta a la notícia que acaba de ser nominat per a tres premis Tony, podreu tenir una idea del funcionament de Broadway." United Solo va premiar l'actuació de Shaw amb el premi especial al festival de 2013.